# Neoregelia sapiatibensis
Neoregelia sapiatibensis är en gräsväxtart som beskrevs av Edmundo Pereira och I.A.Penna. Neoregelia sapiatibensis ingår i släktet Neoregelia och familjen Bromeliaceae. Inga underarter finns listade i Catalogue of Life.